# Donzac (Gironda)
Donzac é uma comuna francesa na região administrativa da Nova Aquitânia, no departamento da Gironda. Estende-se por uma área de 4,43 km². Em 2010 a comuna tinha 123 habitantes (densidade: 27,8 hab./km²).